# Patus Quela
Patus Quela é um personagem do Universo Disney. 

## História
Patus Quela apareceu pela primeira vez na história "Last Sled to Dawson", publicada em junho de 1988. No Brasil esta história teve o título de "O Último Trenó para Dawson", publicada em "Mestres Disney 1" em 2005.
Foi apresentado como um garimpeiro de sucesso e amigo do Tio Patinhas durante seus anos de prospecção no Klondike. Precisando de dinheiro ele vendeu suas terras de Patópolis ao Tio Patinhas, inclusas aqui a região onde existe a famosa caixa-forte do Tio Patinhas. Apareceu em dois episódios da A Saga do Tio Patinhas, onde foi revelado ser o irmão da Vovó Donalda.
De acordo com Don Rosa, Patus Quela nasceu em 1860 e morreu pouco antes de 1970 .

## Família
Na árvore genealógica da Família Pato, de Don Rosa, aparece como neto de Cornélio Patus, filho de Ambrósia Patus e Cipriano Patus, e irmão da Vovó Donalda . 
Casou-se com Dora Linda e tiveram dois filhos, Gansólia e Primo Bicudo. Dora Linda não aparece em nenhuma história, somente na árvore da Família Pato.
São também, avós do Gansolino.